# Le Sang des promesses

Écrite et mise en scène par Wajdi Mouawad, Le Sang des promesses, est une tétralogie de quatre pièces de théâtre : le premier volet est Littoral, suivi de Incendies, puis Forêts, et Ciels est la quatrième et dernière pièce du cycle.
Sans compter la quatrième pièce, les 3 premières ont une durée de spectacle de plus de onze heures, ce qui requiert une certaine préparation de la part des spectateurs,.
Écrites entre 1997 et 2009, les 4 pièces du Sang des promesses évoquent chacune un espace et un « élément » différent, qui se retrouvent dans ces récits, de manière à la fois littérale et métaphorique, pour constituer un ensemble : l’eau (Littoral), le feu (Incendies), la terre (Forêts), et l’air (Ciels).

## Présentation des œuvres

### Littoral
Wilfrid, orphelin, apprend le décès de son père non identifié, qu'il retrouve à la morgue, et décide d'organiser des funérailles dans son pays natal. Et à la fin de la nuit, commence un voyage qui l'emmène dans un monde dévasté par les horreurs de la guerre. Là, le cimetière est plein et les proches de l'homme rejettent sa dépouille, terminant leur voyage dans les bras de la mer. À travers cette rencontre douloureuse, Wilfrid commence à explorer les fondements de son existence et de son identité.

### Incendies
Incendies est le deuxième volet de la tétralogie. Cette œuvre a été créée lors de répétitions avec une troupe de comédiens. Selon le metteur en scène, les différentes personnalités de la troupe auraient eu une grande influence sur la personnalité des différents personnages. Cependant, l'influence de la vie de l'auteur sur son œuvre est évidente, notamment en ce qui concerne l'influence des expériences de Wajdi Mouawad en tant que réfugié de guerre dans sa jeunesse. Cette œuvre contemporaine est notamment illustrée par un récit récent inspiré de la vie de la militante libanaise Souha Bechara. Mais ses racines se trouvent dans la tragédie antique, plus précisément dans le mythe d’Œdipe, ce qui fait d’Incendies une œuvre complexe à plusieurs niveaux.

### Forêts
Créé en mars 2006, Forêts est le troisième volet des quatre pièces. Cette pièce moderne emprunte aux tragédies anciennes, aux épopées, aux mélodrames, aux thrillers, aux thrillers d'espionnage et aux récits introductifs.
La pièce est jouée pour la première fois en 2006 à l’Espace Malraux (Scène Nationale Chambéry et Savoie), et est publiée par la maison d'édition Actes Sud et par Leméac à Montréal.
La logique d’ensemble du Sang des Promesses s’est révélée peu à peu à son auteur comme une évidence sourde et élémentaire : « je réalisais que si Littoral était l’histoire d’un fils devant son père, Incendies était celle d’une fille devant sa mère. La forme des deux spectacles me donnait l’impression d’une continuité dans l’idée d’un théâtre de récit, épique et tragique. Alors, comme Incendies était le feu et Littoral, l’eau, je me suis amusé à imaginer la terre et l’air, ce qui a donné naissance à cette impression de tétralogie qui, avec Forêts, s’est confirmée ».

### Ciels
Ciels est la dernière quatre pièces. C'est aussi du contrepoint,. Ciels est un spectacle qui tente de contredire dans le fond et dans la forme tout ce que Littoral, Incendies et Forêts tentent de défendre : l'importance de la mémoire, la recherche de sens, la quête de l'infini[réf. souhaitée].